# Desperate Measures (Hollywood Undead)
Desperate Measures é o primeiro CD/DVD pela banda Americana de rock, Hollywood Undead. Lançado em 10 de Novembro de 2009. O álbum inclui 3 novas músicas, 3 covers, 1 remix da música "Everywhere I Go", e 6 versões ao vivo de faixas do concerto em Novo México. O álbum alcançou o nº 29 posição na parada da Billboard 200, nº 10 no Top Rock Albums, e nº 15 no Top Digital Albums.
| Críticas profissionais                                                      | Críticas profissionais |
| Avaliações da crítica                                                       | Avaliações da crítica  |
| Fonte                                                                       | Avaliação              |
| --------------------------------------------------------------------------- | ---------------------- |
| allmusic                                                                    | [ 5 ]                  |
| Esta tabela precisa de ser acompanhada por texto em prosa. Consulte o guia. |                        |

## Faixas
CD
1. "Dove and Grenade" - 2:54
2. "Tear it Up" - 3:14
3. "Shout at the Devil" (cover de Mötley Crüe) - 3:20
4. "Immigrant Song" (cover de Led Zeppelin) - 2:40
5. "Bad Town" (cover de Operation Ivy) - 2:44
6. "El Urgencia" - 3:44
7. "Everywhere I Go" (Castle Renholder Remix) - 3:30
8. "Undead" (ao vivo) - 4:48
9. "Sell your Soul" (ao vivo) - 3:23
10. "California" (ao vivo) - 3:20
11. "Black Dahlia" (ao vivo) - 3:55
12. "Everywhere I Go" (ao vivo) - 3:44
13. "No. 5" (ao vivo) - 3:29

DVD
1. "Undead" - 4:25
2. "Sell your Soul" - 3:14
3. "Faking the Folk" - 5:10
4. "Bottle and a Gun" - 3:22
5. "What in a Name" - 2:59
6. "California" - 3:16
7. "First Time" - 3:26
8. "No Other Place" - 3:16
9. "City" - 3:33
10. "Favorite" - 3:09
11. "Paradise Lost" - 3:10
12. "Black Dahlia" - 3:45
13. "Young" - 3:16
14. "I Think I just Puked my Soul Out" - 2:47
15. "Everywhere I Go" - 3:30
16. "Lovin da Kurlzz" - 2:42
17. "No. 5" - 3:05

## Desempenho nas paradas musicais
| Parada musical (2010)  | Melhor Posição |
| ---------------------- | -------------- |
| Billboard 200          | 29             |
| Top Digital Albums     | 15             |
| Top Hard Rock Albums   | 5              |
| Top Alternative Albums | 8              |
| Top Rock Albums        | 10             |